# Dieter W. Angrick
Dieter W. Angrick (* 17. Oktober 1935 in Danzig) ist ein deutscher Journalist. Bekannt wurde er durch seine jahrzehntelange Tätigkeit bei der Norddeutschen Zeitung in Schwerin als Redakteur der landeskundlichen Wochenendbeilage Norddeutscher Leuchtturm.

## Leben
Nach der Vertreibung aus Danzig erreichte Dieter W. Angrick mit seinen Eltern über mehrere Zwischenstationen am 1. September 1945 Schwerin in Mecklenburg. Seine Schulzeit beendete Angrick 1955 mit dem Abitur an der Goethe-Schule am Pfaffenteich. Am 1. September 1955 trat Angrick ein Volontariat bei der Norddeutschen Zeitung in Schwerin an, wurde zunächst Redaktionsassistent, dann Hilfsredakteur und 1961 schließlich als Redakteur übernommen. Das Blatt hatte seit 1952 als einzige Zeitung in Mecklenburg eine landeskundliche und plattdeutsche (Kultur-)Beilage, den „Norddeutschen Leuchtturm“, dessen Redaktion Angrick übernahm und bis zur Einstellung der Zeitung am 31. August 1991 behielt. In dieser Zeit entstanden unter seiner Leitung etwa 1800 Leuchtturm-Ausgaben, zu denen Angrick mehr als 6500 eigene Beiträge beisteuerte. Das Erscheinen des Norddeutschen Leuchtturms endete mit der Ausgabe Nummer 2002. Weitere 48 Nummern, diesmal unter dem verkürzten Titel „Leuchtturm“ erschienen zwischen dem 8. November 1991 und dem 19. Februar 1993 als Beilage zu der von Regine Marquardt in Schwerin herausgegebenen ersten unabhängigen Wochenzeitung der DDR, dem „Mecklenburger Aufbruch“, und wurden ebenfalls von Angrick verantwortet.
1993 (Hefte 1 bis 4) war Angrick Redaktionsmitglied der „Heimathefte für Mecklenburg-Vorpommern“ des Landesheimatverbandes MV. Von 1993 (Heft 1) bis 1995 (Heft 3) war er Redakteur der „Studienhefte zur mecklenburgischen Kirchengeschichte“, im Mai 1994 Mitbegründer und Redakteur der Schweriner Wochenzeitung „Der Reiter“, die ihr Erscheinen im August 2000 einstellte. Angrick übernahm danach das Außenlektorat für verschiedene norddeutsche Verlage.

## Ehrungen
- 1979 Fritz-Reuter-Kunstpreis III. Klasse des Bezirkes Schwerin
- 5. Juni 2004 Fritz-Reuter-Medaille der Landsmannschaft Mecklenburg